# Storeton
Storeton är en by i unparished area Bebington, i distriktet Wirral, i grevskapet Merseyside i England. Byn är belägen 7 km från Liverpool. Storeton var en civil parish 1866–1974. Civil parish hade 325 invånare år 1951. Byn nämndes i Domedagsboken (Domesday Book) år 1086, och kallades då Stortone.